# Ліхцов Михайло Степанович
Ліхцов Михайло Степанович (6 вересня 1929, Тирасполь, нині Молдова — 20 січня 2009, Черкаси) — журналіст, політв'язень. Член Національна Спілка Журналістів України (1957).

## Життєпис
Народився 6 вересня 1929 р. у м. Тирасполь Молдавська РСР (нині Молдлва).
Виріс у дитячому будинку. У 1944 р. переїхав до Черкас. Працював у колгоспі в с. Змагайлівка, Черкаський район, Черкаська область.
Закінчив педагогічне училище, у 1960 — факультет журналістики Київський державний університет ім. Т. Г. Шевченка.
Працював журналістом у Черкасах: з 1954 р. — завідувачем відділу газети «Черкаські вісті»; з 1956 р. — заст. головного редактора обласного комітету по телебаченню і радіомовленню; з 1960 р. — головний редактор, в. о. начальника обласного газетно-книжкового управління. З 1963 р. працював помічником 1-го секретаря обкому партії, інструктором Черкаського обкому КПУ.
Товаришував із Васильом Симоненко.

## Політична діяльність
22 серпня 1968 р. від імені вигаданого товариства «Симоненкові друзі» надіслав до газети «Літературна Україна» листівку з засудженням введення радянських військ до Чехословаччина.
26 серпня 1968 р. розповсюдив у Черкасах листівку із закликом протестувати проти радянської окупації Чехословаччини.
Звинувачений в українському буржуазному націоналізмі,
15 жовтня 1969 р. засуджений Черкаським обласним судом до 5-ти років ув'язнення за ст. 62 КК УРСР. Відбував 3 роки в таборі для політв'язнів у Мордовії (зараз Російська Федерація). Тривалий час перебував під наглядом органів КДБ.
Після повернення в Черкаси йому було заборонено займатись журналістською діяльністю.
Лише через 7 років почав друкуватися під власним ім'ям. У публікаціях порушував проблеми економічного і соціально-культурного розвитку Черкаської області, викривав злочини комуністичного режиму.
Реабілітований у 1991 р.

## Творчість
Працював інженером Облагробуд, займався винахідницькою діяльністю — отримав 10 авторських свідоцтв на винаходи, 30 раціоналізаторських пропозицій.
Відомий як поет. Надруковано близько 30 його віршів, 10-12 покладено на музику, кілька записано на платівки.
Слова, що викарбувані на камені у парку Сосновий Бір у Черкасах, належать перу Михайла Степановича:
«Нащадку наш! Відчуй через віки
Минулих років і красу, і силу, І щирий потиск щедрої руки, Яка цей парк чудовий посадила!»
У таборі у техніці інтарсія дерева виконав два портрети Кобзаря (один зберігається у Шевченківський національний заповідник у м. Канів, Черкаська область).

## Публікації
- Путівник «По Дніпру широкому» (Черкаси, 1959; 1962),
- Путівник «Шевченківські місця Черкащини» (Дніпропетровськ, 1967),
- книга «Корсунь-Шевченківська битва» (К., 1968) (у співавторстві),
- «В дорогу веде любов» (нарис) («Вітчизна», 1964, № 4),
- «Балада про гору Чернечу» (поезії) («Черкаська правда», 1964, 31 травня),
- «Тарасова верба» («Черкаський край», 2000, 7 березня),
- «Умілим рукам — для городу і саду» (Черкаси, 1998).